# Hồ Thành Công
Hồ Thành Công là một hồ lớn nằm trong Công viên Indira Gandhi. Hồ nằm ở địa chỉ 16B Láng Hạ phường Thành Công, quận Ba Đình. 
Hồ Thành Công rộng gần 6 ha, được kè đá cẩn thận và là nơi tham quan, thư giãn, tập thể dục của người dân. Hồ Thành Công có bốn mặt giáp với 4 con phố là Huỳnh Thúc Kháng, Thành Công, Láng Hạ, và Nguyên Hồng.

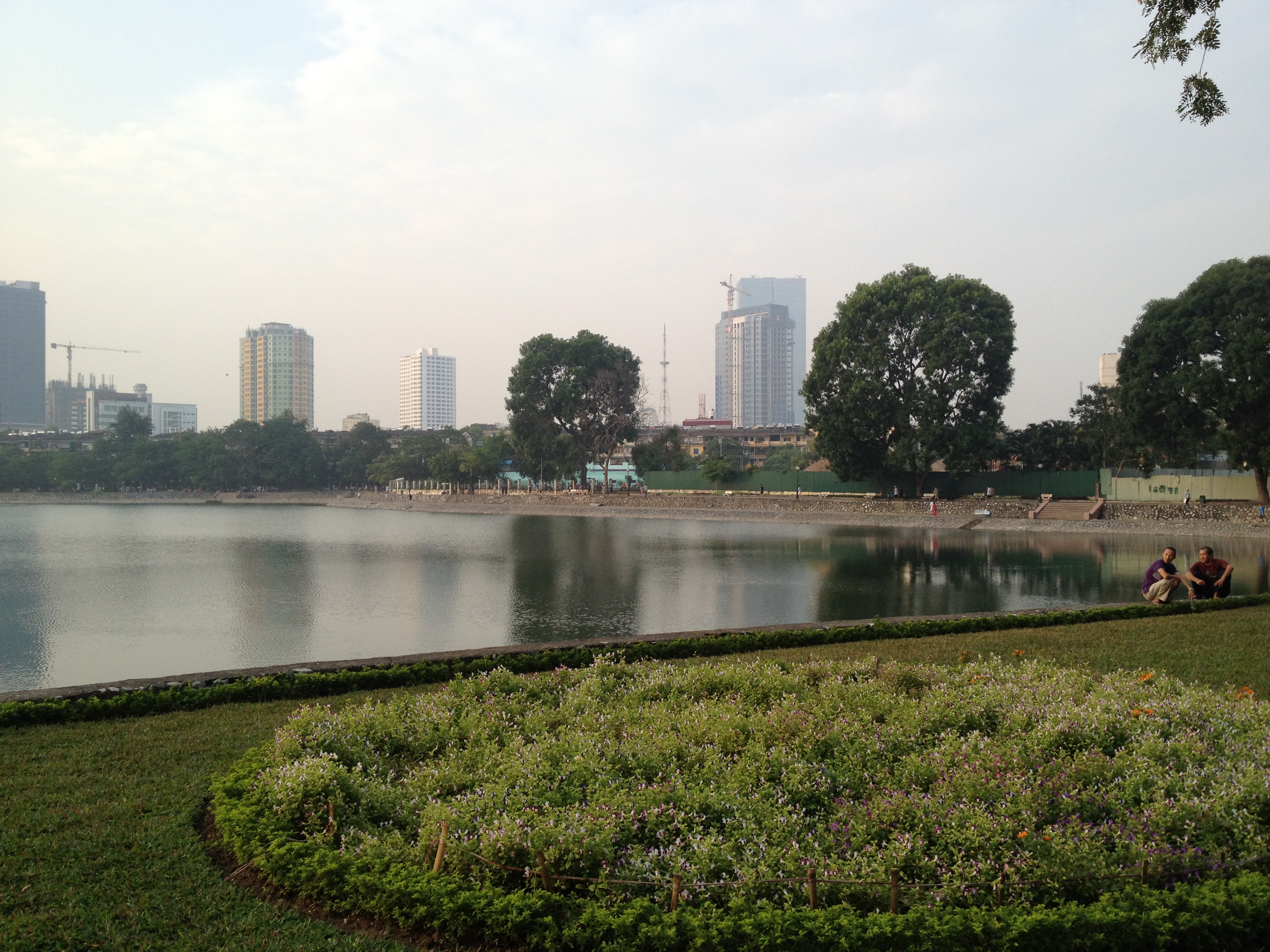
Hồ Thành Công nhìn từ phường Ô Chợ Dừa.

Hồ Thành Công là thành quả lao động công ích của sinh viên các trường đại học khu vực Hà Nội những năm 80 của thế kỷ trước. Hồ điều hòa này chỉ mới hình thành trong giai đoạn những năm 1984 – 1987. Thời điểm đó, rất nhiều sinh viên của các trường Đại học Giao Thông, Đại học Bách Khoa và Đại học Văn Hóa đã cùng nhau đào từng khối đất trong những năm khó khăn.
Mỗi năm, sinh viên có 1 tháng lao động công ích. Toàn bộ khối lượng đào hồ khi đó đều được làm bằng sức người, lấy kéo cắt đất gạch để xắn thành từng viên đất kích thức khoảng 25x25x40cm để đưa lên vai sinh viên lội bùn sét đưa lên bờ. Những năm thập niên 80, sinh viên ăn uống kham khổ nhưng rất nhiệt tình để thực hiện công trình của thành phố. Hồ được đào cùng Hồ Ngọc Khánh và cũng là công trình của các sinh viên Hà Nội.
1. ↑  News, VietNamNet. "Báo VietnamNet". VietNamNet News (bằng tiếng vietnamese). Truy cập ngày 10 tháng 7 năm 2024. {{Chú thích web}}: |họ= có tên chung (trợ giúp)Quản lý CS1: ngôn ngữ không rõ (liên kết)
2. ↑  "5 Sự thật về hồ Thành Công mà chưa chắc bạn đã biết". nhaphonet.vn. ngày 12 tháng 4 năm 2023. Truy cập ngày 10 tháng 7 năm 2024.
3. ↑  danviet.vn (ngày 11 tháng 4 năm 2017). "Đề xuất lấp hồ Thành Công: Ký ức những người đào hồ gần 40 năm trước". danviet.vn. Truy cập ngày 10 tháng 7 năm 2024.